# Siatka kierownicza

Graficzne przedstawienie siatki stylów kierowania

Siatka kierownicza − koncepcja stylów kierowania przedstawiona w 1964 roku przez Roberta Blake'a i Jane Mouton.
Opisuje pięć modelowych podejść do kierowania różniących się stopniem zorientowania menedżerów na zadania oraz na ludzi.

## Charakterystyka stylów kierowania
- Styl bierny (1,1) − menedżerów działających zgodnie z tym stylem charakteryzuje bierność działania. Nie interesują ich ani zadania, ani pracownicy. Zależy im głównie na tym, by nie ponosić żadnej odpowiedzialności co pozwoli im na utrzymanie ich stanowisk.

- Styl autokratyczny (9,1) − menedżerowie-autokraci koncentrują się wyłącznie na zadaniach zaniedbując przy tym potrzeby pracowników. Aby osiągnąć cele organizacji wykorzystywane są procedury i systemy kar. Ten typ podejścia charakteryzuje wszechobecna kontrola podwładnych.

- Styl demokratyczny (1,9) − menedżerowie-demokraci dbają przede wszystkim o potrzeby pracowników licząc, że ich dobre samopoczucie spowoduje podniesienie wydajności pracy.

- Styl zrównoważony (5,5) − styl pośredni, w którym menedżerowie starają się w równym (wystarczająco dobrym) stopniu kłaść nacisk na zadania oraz na pracowników. Celem takiego działania jest uzyskanie zadowalającej wydajności przedsiębiorstwa.

- Styl przywódczy (9,9) − w tym przypadku menedżerowie w maksymalnym stopniu przykładają wagę do zadań i do pracowników, którzy powinni się czuć częścią organizacji. Podejście to jest zbieżne z teorią Y Douglasa McGregora.